# Franco Momigliano
Franco Momigliano (Torino, 15 novembre 1916 – Milano, 29 settembre 1988) è stato un antifascista, partigiano ed economista italiano.

## Biografia
Nato a Torino il 15 novembre 1916 da famiglia ebraica, si laurea in giurisprudenza all'Università di Torino nel 1938 sotto la direzione di Luigi Einaudi, con cui collabora presso il Laboratorio di economia politica Cognetti De Martiis (1939-1941). Prosegue le sue ricerche presso il Centro studi della Banca Commerciale Italiana (1942-1943). Si avvicina al movimento antifascista di Giustizia e libertà e, alla fine del 1942, è tra i fondatori del Comitato Piemontese del Partito d'Azione. Dopo l’8 settembre, partecipa alla Resistenza, sia come organizzatore politico-sindacale nelle fabbriche torinesi, sia come Commissario politico di Giustizia e Libertà nelle formazioni partigiane in Val Pellice. Arrestato a Milano nel marzo del 1944, fugge dal carcere di San Vittore grazie a un audace piano organizzato da Vittorio Foa e riprende l'attività partigiana.
Nel novembre 1946 si sposa con Luciana Nissim, compagna di Università che insieme a lui aveva conosciuto l'esperienza partigiana nel 1943, venendo però catturata e internata nel campo di sterminio di Birkenau. 
Dal 1947 Franco Momigliano è responsabile delle relazioni sindacali all'interno della Olivetti. In collaborazione con Adriano Olivetti e con Franco Fortini, si occupa della redazione dello statuto del Consiglio di fabbrica al fine di coinvolgere i lavoratori e le loro rappresentanze negli organismi aziendali e di ampliare le materie oggetto di contrattazione sindacale. Dal 1967 al 1980 è responsabile della direzione studi economici e programmazione del gruppo Olivetti, nonché consulente del ministero del Bilancio per la redazione dei piani economici nazionali. In quegli anni fa parte della redazione delle riviste Ragionamenti e Passato e Presente. 
Iniziata la carriera accademica nel 1971 in qualità di docente di Economia e politica industriale presso l'università di Torino, vi si dedica in maniera quasi esclusiva a partire dal 1980, anno in cui diviene professore ordinario e si dimette dalla Olivetti. Considerato il padre fondatore dell'economia industriale in Italia, Momigliano è autore del primo e più noto manuale della materia: Economia industriale e teoria dell'impresa, del 1975. Fu membro del Comitato scientifico della Fondazione Luigi Einaudi di Torino e del comitato scientifico dell'Istituto lombardo di studi economici e sociali.